# Kalendarium historii Gowarzewa

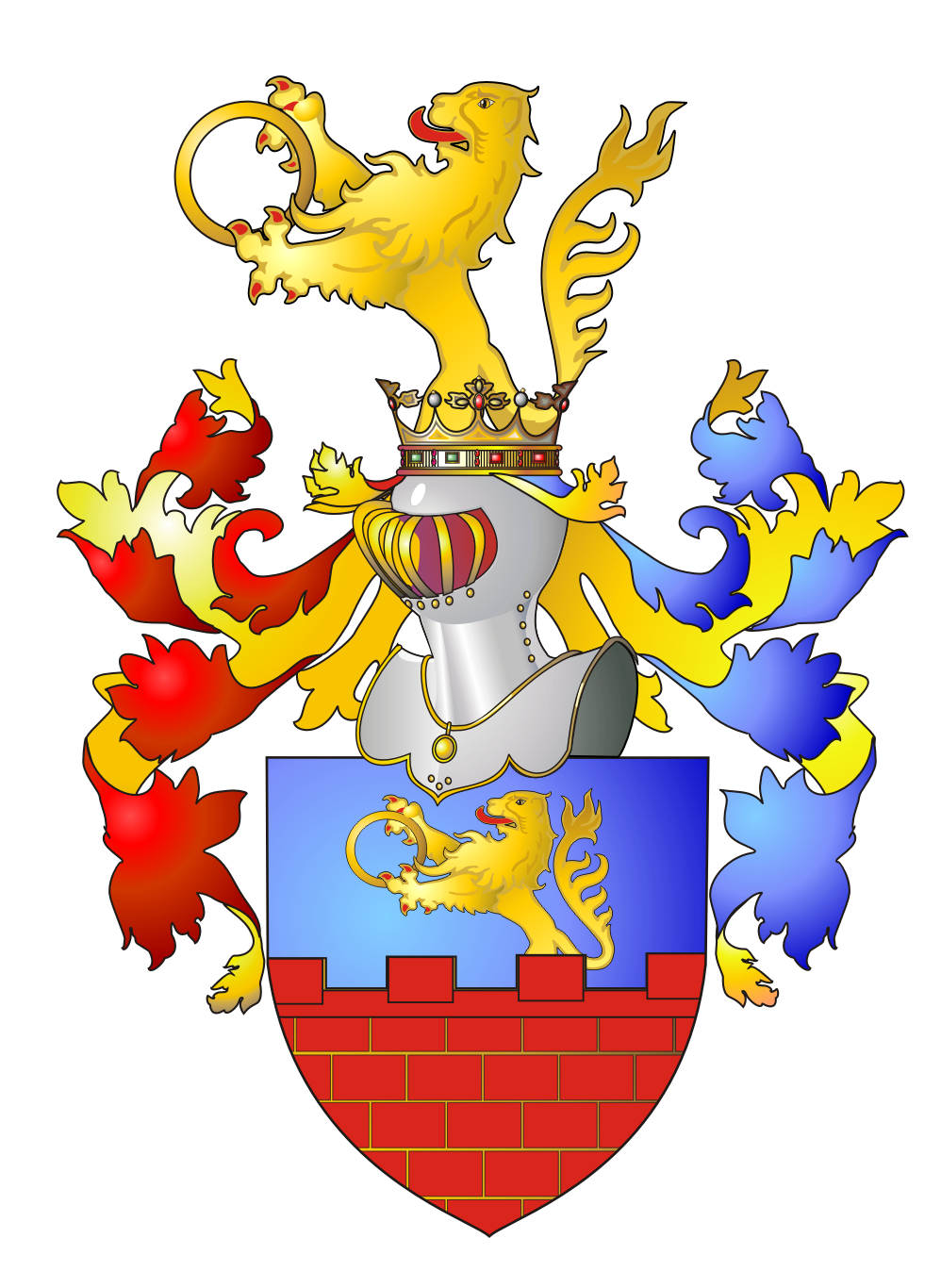
Herb Prawdzic używany przez Gowarzewskich

Symbol zakonu jezuitów

Mapa Średzkiej Kolei Powiatowej

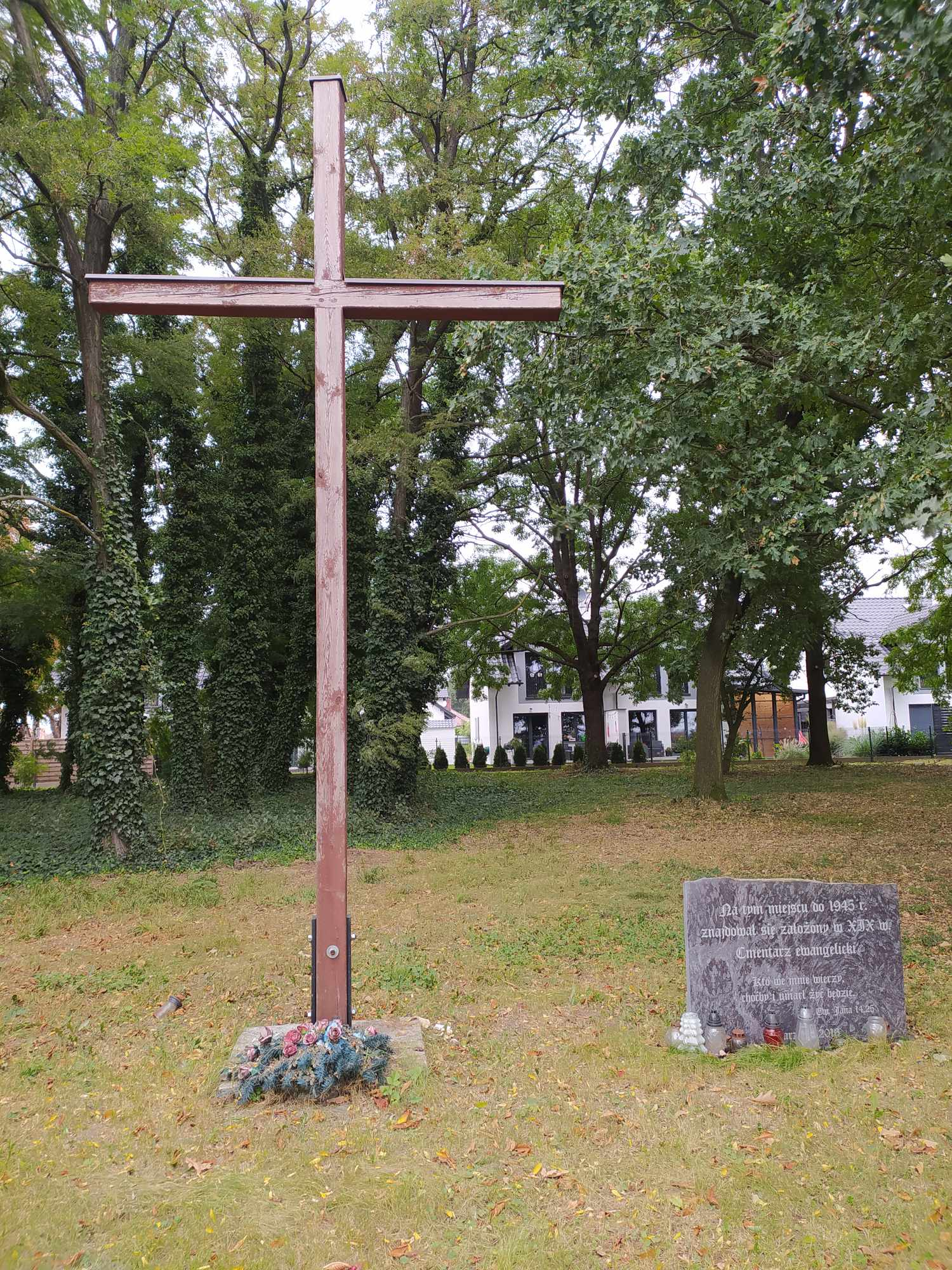
Krzyż upamiętniający zlikwidowany cmentarz ewangelicki

Kalendarium historii Gowarzewa – chronologiczny zapis historii polskiej wsi Gowarzewo w datach.

## Kalendarium
- 1253 – pierwsza znane wzmiankowanie Gowarzewa, książę wielkopolski Przemysł I przekazuje wieś biskupowi gnieźnieńskiemu[1].
- 1387 – spór sądowy "pani z Gowarzewa" z Jutką z Knyszyna[2].
- 1398 – pozwanie Adama z Gowarzewa przez joannitów z Poznania o zabicie człowieka[2].
- ?–1434 – obecność w zapiskach Jana, pierwszego o nazwisku Gowarzewski[2].
- XV wiek – zamieszkanie we wsi przedstawicieli rodziny Komornickich[2][3].
- XVI wiek – zamieszkanie we wsi przedstawicieli rodziny Jemielińskich[2].
- 1544 – Andrzej Gowarzewski sprzedaje swoje ziemie we wsi Janowi Wydzierzewskiemu[2].
- 1575 – Jan Gowarzewski kupuje jeden z łanów, przez co rodzina wraca na teren wsi[2].
- 1615 – Łukasz i Stanisław Wydzierzewscy skupują całą wieś i przekazują jezuitom[2].
- 28 września 1617 – pozwanie nieznanego z imienia Gowarzewskiego przez jezuitów o "narażenie Towarzystwa na wielką hańbę[4]".
- XVII wiek – prawdopodobna data powstania cmentarzyska w Gowarzewie[5].
- 1656 – śmierć Jerzego Gowarzewskiego, archidiakona śremskiego[6].
- 1776 – wieś wychodzi z dóbr jezuitów, a jej właścicielem zostaje Witalis Bogucki, skarbnik poznański. W tym samym roku sprzedaje ją Józefowi Lutomskiemu[2].
- 24 sierpnia 1812 – na suchoty umiera dziedziczka, Jadwiga z Miaskowskich-Lutomska[2].
- 1814 – na suchoty umiera młody dziedzic Hilary Lutomski. W wyniku tych tragedii rodzina postanawia sprzedać wieś[2].
- 1865 – Gowarzewo zostaje zakupione przez Bank Bniński, Chłapowski i Plater - Tellus[2].
- koniec XIX wieku – we wsi zostaje zbudowany przez Niemców dworek, w którym mieści się kaplica[2].
- 1903 – powstaje ładownia kolejowa w Gowarzewie na szlaku Średzkiej Kolei Powiatowej[7].
- 1903 – założona zostaje Ochotnicza Straż Pożarna w Gowarzewie[8].
- 1918–1919 – powstanie wielkopolskie, w którym bierze udział wielu Gowarzewian. Wieś, razem z całym regionem, zostaje przyłączona do II RP[9].
- 1936–1939 – sołtysem jest Stefan Górka, a zastępcą Władysław Socha[9].
- 1943–1945 – wieś nosi nazwę Ebenhausen[2].
- 1945 – powrót do Gowarzewa Kazimierza i Leokadii Sroków, razem z ukrywaną przez nich żydowską dziewczynką, Felicją Brym[10].
- 1945 – zamknięcie protestanckiego cmentarza i urządzenie katolickiej kaplicy w miejsce protestanckiej[2].
- 1946 – Tomasz i Kornelia Gawłowscy inicjują stworzenie figury Maryi[11].
- 1952–1954 – reorganizacja systemu kolei wąskotorowych doprowadza do zlikwidowania go w Gowarzewie[7].
- lata 70. XX wieku – resztki ewangelickiego cmentarza zostają wywiezione do Poznania[11].
- 1986 – zakupienie krzyża, który stanął przed kaplicą[11].
- 1998 – generalny remont kaplicy[11].
- 2012 – premiera filmu Oczami dziecka - Felicja z Poznania[12].
- 2016 – na miejscu dawnego cmentarza protestanckiego zostaje odsłonięta tablica pamiątkowa i krzyż[13].
- 2018 – podczas przebudowy drogi odkryto pozostałości cmentarzyska[14].
- 2021 – pierwszy "Zlot klasyków PRL[15]".
- 2023 – obchody 120-lecia OSP w Gowarzewie[16][17].

## Przynależność państwowa
Od czasów pierwszego wzmiankowania, Gowarzewo znajdowało się pod panowaniem następujących państw:
- 1253–1320 –  Księstwo wielkopolskie
- 1320–1569 –  Korona Królestwa Polskiego
- 1569–1793 –  I Rzeczpospolita
- 1793–1807 –  Królestwo Prus
- 1807–1815 –  Księstwo Warszawskie
- 1815–1871 –  Królestwo Prus (jako część Cesarstwa Niemieckiego do 1918)
- 1871–1918 –  Cesarstwo Niemieckie
- 1919–1939 –  Rzeczpospolita Polska
- 1939–1945 –  Rzesza Wielkoniemiecka (okupacja wojenna)
- 1945–1952 –  Rzeczpospolita Polska
- 1952–1989 –  Polska Rzeczpospolita Ludowa
- od 1989 –  Rzeczpospolita Polska